# Falàrica
La falàrica era una arma llancívola antiga, com una javelina, de fusta de teix, que en algunes ocasions s'utilitzava com una arma incendiària, envoltant la punta amb estopa impregnada amb pega grega o quitrà encès.

## Disseny
La falàrica era una javelina pesant amb el ferro llarg i prim, unit a un pal de fusta d'igual longitud. L'extrem del ferro tenia una punta aguda estreta, cosa que feia de la falàrica una arma excel·lent per a penetrar les armadures.
La seva punta metàl·lica era d'uns 90 cm de longitud (3 peus) i de secció quadrada, com el pílum romà. La punta es cobria a vegades amb estopa impregnada amb quitrà o un altre tipus de substància combustible. La falàrica tenia dos usos. En el primer, es llançava sobre un enemic i en clavar-se feia que aquest hagués de desprendre's de l'armadura, ja que solia ser de cuir i metall i s'encenia. Si era parada amb un escut –que generalment eren de cuir i fusta, tot i que podien tenir algun reforç de metall–, obligava l'atacat a desprendre's també de l'escut. D'aquesta manera, a part de l'efecte psicològic que tenia el foc, l'enemic quedava indefens. En el segon ús es llançaven enceses sobre màquines de setge o sobre vaixells, que també eren de fusta i podien incendiar-se.

## Origen
Encara que en alguns texts s'assenyala com una arma romana, el seu origen sembla iber, perquè ja hi ha referències del seu ús pels ibers en el setge de Sagunt contra els cartaginesos (Livi 21, 8-10). La falàrica també podria llançar-se mitjançant l'ús de propulsors o d'espingardes per tal d'augmentar el seu rang i velocitat.